# Canes Venatici
Canes Venatici (CVn), os Cães de Caça ou Pegureiros, é uma constelação do hemisfério celestial norte. O genitivo, usado para formar nomes de estrelas, é Canum Venaticorum.
As constelações vizinhas, segundo a padronização atual, são a Ursa Maior, a Cabeleira de Berenice e o Boieiro.

## Mitologia
No mito grego, Astérion e Chara eram os cães fiéis do Boieiro, que o acompanhavam tanto em suas caçadas contra predadores de ovelhas quanto serviam de pegureiros para os rebanhos. Tamanha era a fidelidade dos caninos que Deméter, deusa dos grãos e mãe do Boieiro, pediu a Zeus que, além do filho, os cães fossem junto com o dono para a eternidade, como constelações. E assim foi feito.